# 71 Niobe
För andra betydelser, se Niobe (olika betydelser).
71 Niobe är en ganska stor asteroid upptäckt 13 augusti 1861 av den tyske astronomen R Luther i Düsseldorf. Asteroiden har fått sitt namn efter Niobe, en karaktär inom grekisk mytologi.
Dess yta är ljus och består av silikater. Det finns vissa variationer i ytans färg.